# Anda Air
Anda Air (або Анда Ейр) — українська авіакомпанія, що базується в Міжнародному аеропорту «Київ» і виконує польоти двома літаками. Була заснована 2015 року і в 2016 році почала здійснювати польоти за маршрутом Київ (Жуляни) — Марса-Алам та Міжнародний аеропорт «Київ» (Жуляни) — Акаба, потім відкрила польоти ще в кілька напрямків. Авіакомпанія Anda Air зареєстрована в Києві. 
Компанія здійсює польоти з «Міжнародного київського аеропорту (Жуляни)». Плануються польоти з Криворізького аеропорту, а також з українських аеропортів Херсон, Львів, та Запоріжжя.

## Маршрутна мережа
На 22 квітня 2017 р. виконуються рейси між містами Київ, Акаба, Марса-Алам.
31 березня 2017 року компанія повідомила про планований запуск рейсів до Ольштину, Болгарії, Чорногорії, Грузії, Албанії та можливий — до Анталії.

## Флот[2]
Флот Anda Air на січень 2019:
| Літак                   | В наявності | Замовлено | Кількість пасажирів |
| ----------------------- | ----------- | --------- | ------------------- |
| Airbus A319-100         | 1           | -         | 156                 |
| McDonnell Douglas MD-83 | 2           | -         | 167                 |
| Загалом                 | 3           | —         |                     |